# Azteca tachigaliae
Azteca tachigaliae är en myrart som beskrevs av Auguste-Henri Forel 1904. Azteca tachigaliae ingår i släktet Azteca och familjen myror. Inga underarter finns listade.